# Carangoides humerosus
Carangoides humerosus är en fiskart som först beskrevs av Mcculloch, 1915.  Carangoides humerosus ingår i släktet Carangoides och familjen taggmakrillfiskar. Inga underarter finns listade.